# 北山杉

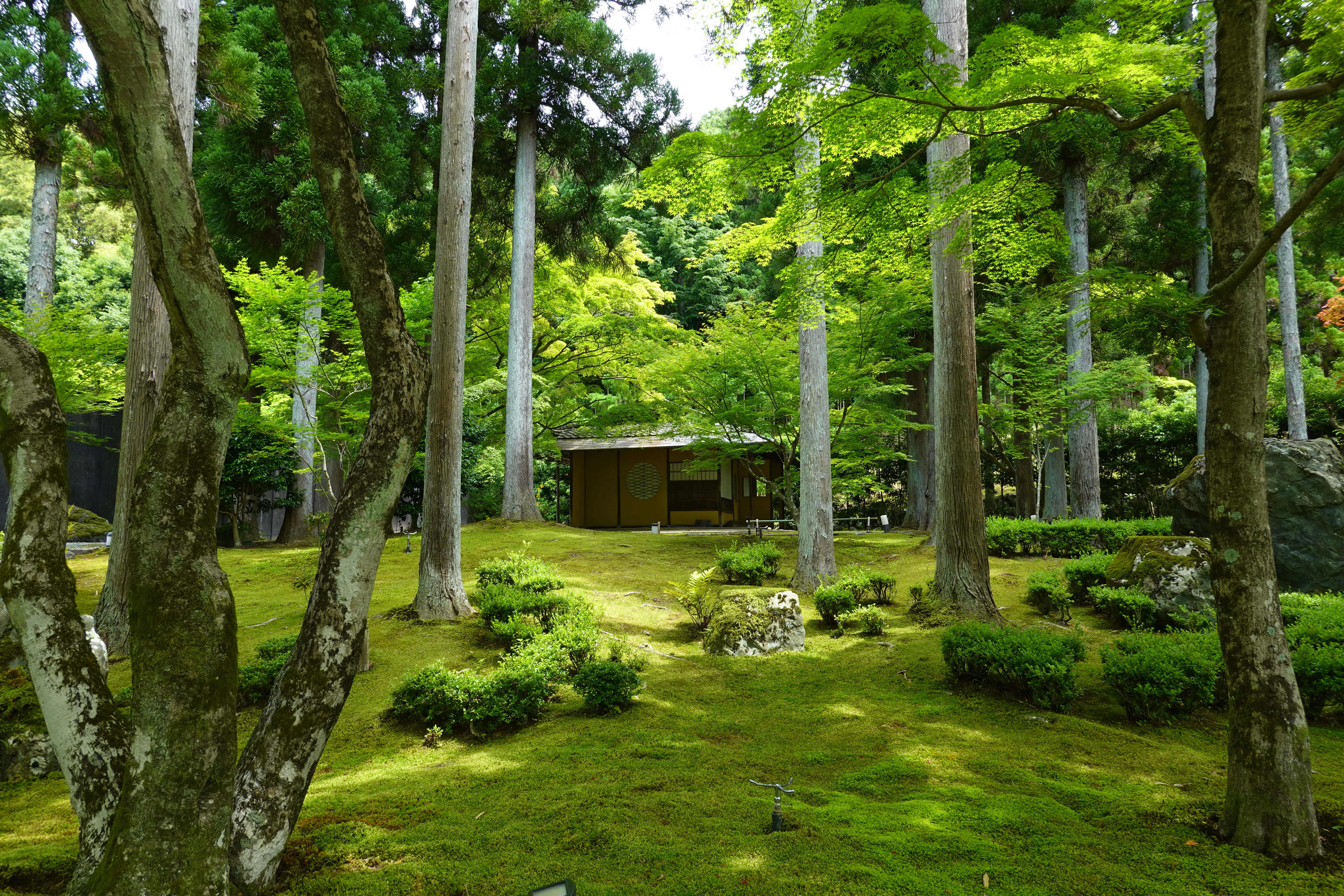
日本庭園に植栽された北山杉
（しょうざん光悦芸術村）

北山杉（きたやますぎ）は日本の近畿地方、京都市北部から産する杉をいう。

## 概要

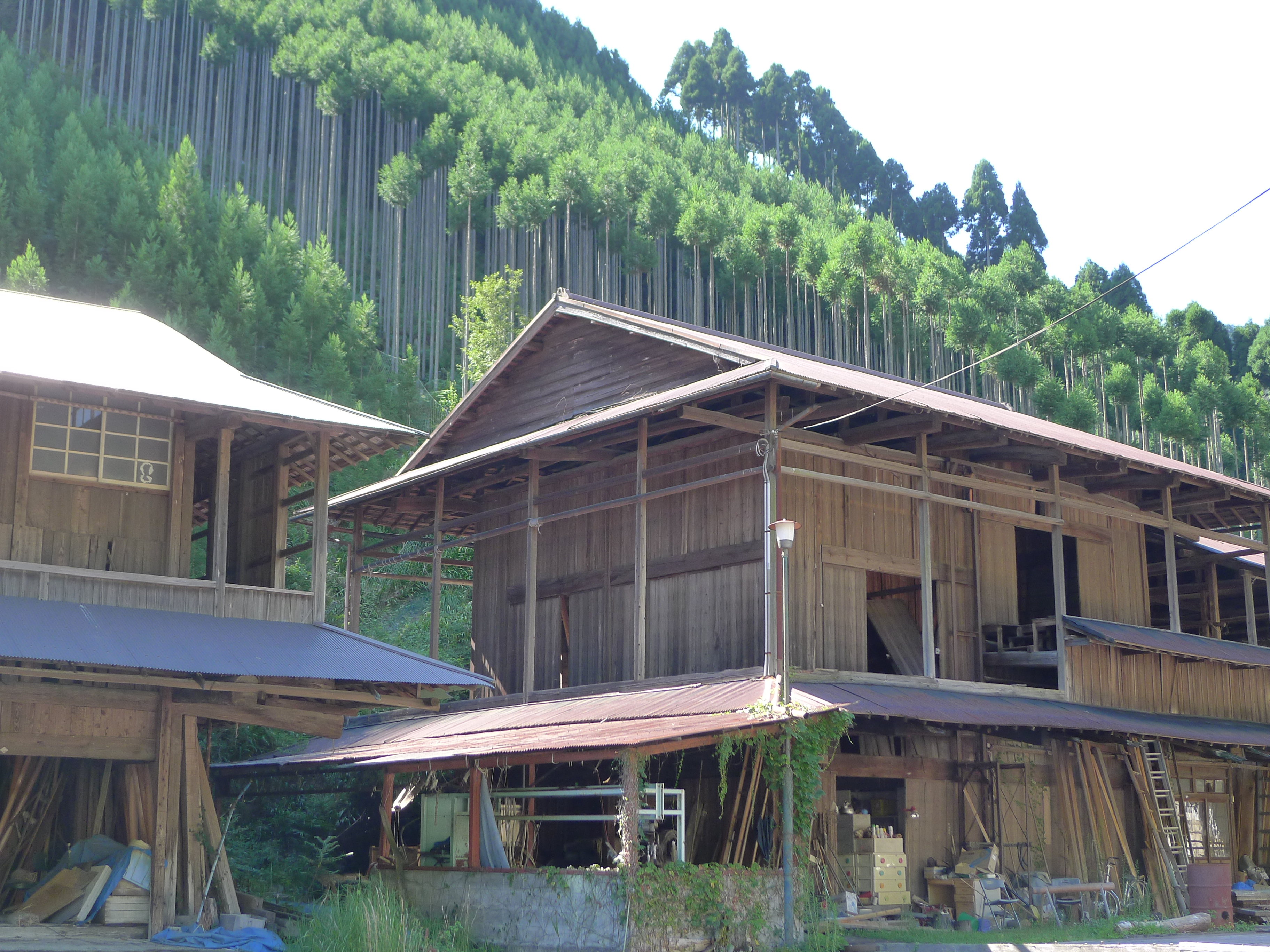
北山中川の北山杉林（手前は材木業者の作業場）

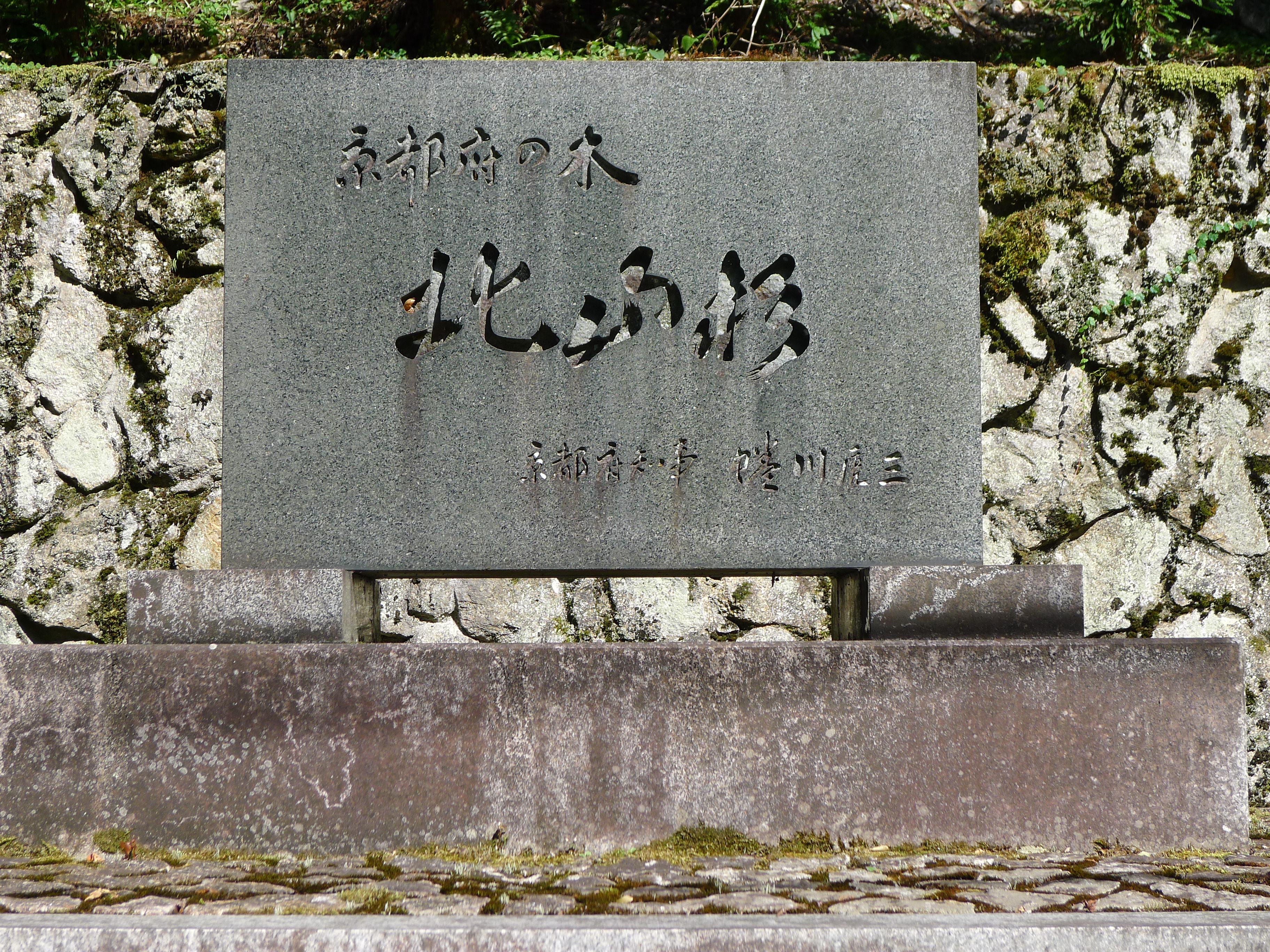
北山中川にある北山杉の碑

磨き丸太として、室町時代から茶室や数寄屋に重用された。特に、京都市街の北西約20kmに位置する北山地方、現在の京都市北区中川を中心とする地域は、北山杉の産地として栄えた。中川地域は隣接する小野庄（現在の京都市北区小野郷）や梅ヶ畑庄（現在の京都市右京区高雄）とともに京都御所に産物を献上する「供御人」としての地位を授かって古来より磨丸太類の生産、販売を行った。日本庭園などでも見られる台杉仕立てと呼ぶ特徴的な育林方法がある。
京都府の府木に指定されている。

## 歴史
室町時代、中川地域の磨丸太は千利休により完成された「茶の湯」文化を支える茶室や数奇屋の建築用材として頻繁に用いられるようになった。その代表が桂離宮や修学院離宮。江戸時代から明治時代にかけて、中川地域の磨丸太は京都市内はもちろん関西一円に販売されていたらしい。
第二次世界大戦後、吉田五十八や篠原一男らをはじめとする著名な建築家たちによる近代数奇屋建築が華々しく登場するなか、中川地域の磨丸太の需要は絶頂に達する。近代数奇屋建築ブームに乗って、京都府の京北町、八木町、日吉町にまで磨丸太育林が波及したのもこの頃。このような背景の中で中川を中心に高雄、鷹峯、小野郷を含めた地域からの丸太は「地山丸太」、京北町等からの丸太は「丹波物」と呼ばれるようになる。
1926年の大正天皇崩御に伴い、翌1927年に多摩陵が造営された際には、墓地正門から陵に至るまでの間に、京都より取り寄せた120本の北山杉が植えられた。この北山杉の高さは、植林当初は人の背丈の2倍ほどであったが、現在は20mを超すまでに成長している。